# عبد الرؤوف عثماني
عبد الرؤوف عثماني (من مواليد 14 يونيو 2001) هو لاعب كرة قدم جزائري يلعب لصالح النادي الرياضي البنزرتي في الرابطة التونسية المحترفة الأولى على سبيل الإعارة من اتحاد الجزائر.

## مسيرته

### مع اتحاد الجزائر
كانت أول مباراة لعبد الرؤوف عثماني في الرابطة الجزائرية المحترفة الأولى ضد نصر حسين داي أثناء تواجده مع الفريق الرديف، في 21 أغسطس 2021، في المباراة الأولى كأساسي ضد شباب بلوزداد، سجل عثماني أهدافه الأولى رغم الهزيمة. وفي صيف 2021، رُقّي عثماني إلى الفريق الأول لاتحاد الجزائر. في 4 مارس 2022، كان عثماني متعاقدًا مع اتحاد العاصمة حتى سبتمبر 2023. قررت إدارة النادي تمديد عقد اللاعب بعد رضاها التام عن أدائه، دون انتظار انتهاء العقد القديم ووقعت عقدًا جديدًا حتى عام 2024. في 3 يونيو 2023، فاز عثماني باللقب الأول في مسيرته الكروية بفوزه بكأس الكونفدرالية الإفريقية 2022–23 بعد فوزه على يانغ أفريكانز التنزاني.  

### مع النادي البنزرتي
وفي أغسطس 2023، وقع عقد إعارة مع النادي الرياضي البنزرتي التونسي.

## إحصائيات المسيرة

### مع الأندية
آخر تحديث 15 يوليو 2022.
| النادي             | الموسم             | الرابطة                  | الرابطة | الرابطة | الكأس  | الكأس   | البطولات القارية | البطولات القارية | الأخرى | الأخرى  | المجموع | المجموع |
| النادي             | الموسم             | الدرجة                   | الظهور  | الأهداف | الظهور | الأهداف | الظهور           | الأهداف          | الظهور | الأهداف | الظهور  | الأهداف |
| ------------------ | ------------------ | ------------------------ | ------- | ------- | ------ | ------- | ---------------- | ---------------- | ------ | ------- | ------- | ------- |
| اتحاد الجزائر      | 2020–21            | الرابطة الجزائرية الأولى | 5       | 2       | —      | —       | —                | —                | —      | —       | 5       | 2       |
| اتحاد الجزائر      | 2021–22            | الرابطة الجزائرية الأولى | 9       | 3       | —      | —       | —                | —                | —      | —       | 9       | 3       |
| اتحاد الجزائر      | 2022–23            | الرابطة الجزائرية الأولى | 14      | 1       | 1      | 1       | 1                | 0                | —      | —       | 16      | 2       |
| اتحاد الجزائر      | المجموع            | المجموع                  | 28      | 6       | 1      | 1       | 1                | 0                | —      | —       | 30      | 7       |
| المجموع في المسيرة | المجموع في المسيرة | المجموع في المسيرة       | 28      | 6       | 1      | 1       | 1                | 0                | —      | —       | 30      | 7       |

1. ↑  جميع ظهوره في كأس الكونفيدرالية الإفريقية

## الإنجازات
مع اتحاد الجزائر
- كأس الكونفيدرالية الإفريقية 2022–23[6]